# Clément Noël
Clément Noël (Remiremont, 3 maggio 1997) è uno sciatore alpino francese specialista dello slalom speciale, campione olimpico nello slalom speciale a Pechino 2022.

## Biografia
Clément Noël ha esordito in gare FIS il 26 novembre 2013 in Val Thorens in slalom gigante, piazzandosi 41º, in Coppa Europa il 21 gennaio 2014 a Val-d'Isère in supergigante, classificandosi 68º, e in Coppa del Mondo il 13 novembre 2016 a Levi in slalom speciale, senza qualificarsi per la seconda manche.
Il 13 dicembre 2017 ha colto a Obereggen in slalom speciale il suo primo podio in Coppa Europa (3º) e ai successivi Mondiali juniores di Davos ha vinto la medaglia d'oro nella medesima specialità. Ai XXIII Giochi olimpici invernali di Pyeongchang 2018, sua prima presenza olimpica, si è classificato 4º nello slalom speciale.
Sempre in slalom speciale ha ottenuto il suo primo podio in Coppa del Mondo, il 13 gennaio 2019 sulla pista Chuenisbärgli di Adelboden (2º), e la sua prima vittoria, il 20 gennaio successivo sulla Männlichen/Jungfrau di Wengen; ai successivi Mondiali di Åre 2019, suo esordio iridato, è stato 7º nello slalom speciale e 5º nella gara a squadre. Sempre in slalom speciale il 17 dicembre 2020 ha conquistato in Val di Fassa la prima vittoria in Coppa Europa; ai Mondiali di Cortina d'Ampezzo 2021 si è classificato 21º nello slalom speciale e ai XXIV Giochi olimpici invernali di Pechino 2022 ha vinto la medaglia d'oro nello slalom speciale. Ai Mondiali di Courchevel/Méribel 2023 si è piazzato 4º nello slalom speciale e non si è qualificato per la finale nel parallelo, mentre ai Mondiali di Saalbach-Hinterglemm 2025 non ha concluso la prova di slalom speciale.

## Palmarès

### Olimpiadi
- 1 medaglia:
  - 1 oro (slalom speciale a Pechino 2022)

### Mondiali juniores
- 1 medaglia:
  - 1 oro (slalom speciale a Davos 2018)

### Coppa del Mondo
- Miglior piazzamento in classifica generale: 8º nel 2025
- 29 podi (tutti in slalom speciale):
  - 14 vittorie
  - 9 secondi posti
  - 6 terzi posti

#### Coppa del Mondo - vittorie
| Data             | Località        | Paese     | Specialità |
| ---------------- | --------------- | --------- | ---------- |
| 20 gennaio 2019  | Wengen          | Svizzera  | SL         |
| 26 gennaio 2019  | Kitzbühel       | Austria   | SL         |
| 17 marzo 2019    | Soldeu          | Andorra   | SL         |
| 5 gennaio 2020   | Zagabria Sljeme | Croazia   | SL         |
| 19 gennaio 2020  | Wengen          | Svizzera  | SL         |
| 8 febbraio 2020  | Chamonix        | Francia   | SL         |
| 30 gennaio 2021  | Chamonix        | Francia   | SL         |
| 14 marzo 2021    | Kranjska Gora   | Slovenia  | SL         |
| 12 dicembre 2021 | Val-d'Isère     | Francia   | SL         |
| 24 gennaio 2023  | Schladming      | Austria   | SL         |
| 17 novembre 2024 | Levi            | Finlandia | SL         |
| 24 novembre 2024 | Gurgl           | Austria   | SL         |
| 11 gennaio 2025  | Adelboden       | Svizzera  | SL         |
| 26 gennaio 2025  | Kitzbühel       | Austria   | SL         |

Legenda:

SL = slalom speciale

#### Coppa del Mondo - gare a squadre
- 1 podio:
  - 1 secondo posto

### Coppa Europa
- Miglior piazzamento in classifica generale: 73º nel 2021
- 3 podi:
  - 2 vittorie
  - 1 terzo posto

#### Coppa Europa - vittorie
| Data             | Località     | Paese  | Specialità |
| ---------------- | ------------ | ------ | ---------- |
| 17 dicembre 2020 | Val di Fassa | Italia | SL         |
| 16 dicembre 2021 | Val di Fassa | Italia | SL         |

Legenda:

SL = slalom speciale

### Campionati francesi
- 6 medaglie[1]:
  - 5 ori (slalom speciale nel 2017; slalom speciale nel 2019; slalom speciale nel 2022; slalom speciale nel 2023; slalom speciale nel 2024)
  - 1 argento (slalom speciale nel 2021)